# Киликевич, Владимир Владимирович
Владимир Владимирович Киликевич (укр. Володимир Володимировіч Кілікевіч; род. 30 ноября 1983, Жданов, Донецкая область) — украинский футболист, нападающий. Главный тренер клуба «Яруд».

## Клубная карьера
В 2000 году начал свою профессиональную карьеру в клубе «Ильичёвец». В основном составе «Ильичёвца» Киликевич играл в тридцати семи матчах и не смог забить ни одного гола и его перевели во второй клуб «Ильичёвца». Во втором клубе «Ильичёвца» он играл в восемьдесят трех матчах и забил шестнадцать голов.
В 2007 году он подписал контракт с клубом «Александрия» и в этом клубе он играл один год и за это время играл в шестнадцати матчах и забил два гола. Позднее его продали в финский клуб «Оулун Палло» и позднее перешёл в ещё один финский клуб «Торньён Палло» и в середине 2009 года расторгнув контракт вернулся на Украину.
На Украине он подписал контракт с клубом «Десна» и до сентября 2009 года, играл в общей сложности в шести матчах и забил один гол. В конце 2009 года он перешёл в молдавский клуб «Искра-Сталь» и играл там до конца 2012 года и за это время играл в сорока трех матчах и забил девятнадцать голов.
В начале 2013 года на Киликевича обратил внимание узбекский клуб — самаркандское «Динамо». В составе «Динамо» он играл пол сезона и за это время сыграл в двенадцати матчах чемпионата, отметившись в них двумя голами. В конце 2013 года он перешёл в ещё один узбекский клуб «Бухара».
Весной 2015 года опытный атакующий полузащитник заключил контракт с клубом эстонской Мейстерлиги Нарва-Транс.
В конце сентября 2015 года, в кубковом матче против «Нымме Калью», Киликевич отметился юбилейным 50-м голом в зарубежных командах.

## Карьера в сборной
В молодёжную сборную Украины Владимир Киликевич получил приглашение в 2003 году, сыграв в её составе один товарищеский матч.

## Тренерская карьера
Перед началом сезона 2020/21 возглавил «Яруд» из Мариуполя, который дебютировал во Второй лиге Украины.

## Достижения
«Искра-Сталь»
- Вице-чемпион Чемпионата Молдавии: 2009/10
- Обладатель Кубка Молдавии: 2010/11